# Sportmetapher
Als Sportmetapher (Kompositum aus „Sport“< spätlateinisch d(e)isportare = sich vergnügen, sich zerstreuen und „Metapher“< altgriechisch μετα-φέρω/μετα-φορέω = übertragen, transferieren) bezeichnet man einen bildhaften Ausdruck oder eine Redewendung, die ursprünglich aus dem Sportbereich stammt und in einen anderen Sprachbereich übertragen wurde. Die Übernahmen können in andere Sondersprachen, in Fachsprachen oder in die Standardsprache erfolgen.

## Charakter
Das wesentliche Merkmal einer Metapher ist die Analogie zwischen dem, was wörtlich gesagt wird und dem, was im übertragen Sinne gemeint ist. Es handelt sich um eine „Übertragung“ eines ursprünglichen Wortsinns oder Vorgangs in einen neuen Zusammenhang,  Diese Bedeutung des Terminus Metapher (μεταφορά) wird schon von Aristoteles in seiner programmatischen Schrift Rhetorik hervorgehoben.
Durch die Verwendung von Sportmetaphern gewinnt die Umgangssprache an lebendigem Ausdruck und Bildhaftigkeit. Metaphern aus allen Sprachebenen des Sports verjüngen die Alltagssprache und verhindern eine Verkrustung oder Intellektualisierung. Sie ermöglichen eine differenzierte, auch emotional bestimmte Sprachgebung.

## Struktur
Das intuitive Erfassen des Sprachbilds führt nicht immer zu einem korrekten Begriffsverständnis. Ist dieses nicht gegeben, kommt es zu Fehldeutungen wie etwa bei dem Begriff Olympiade (= Fachwort der antiken Zeitrechnung) und Unsinnsmetaphern wie Schacholympiade, Mathematik-Olympiade oder Berufsolympiade. Die Sprachwissenschaft hilft mit einer einfachen Strukturanalyse, den Blick für die zutreffende Bildübertragung zu schärfen:
So lebt die Sportmetapher nach Siegbert Warwitz von einer „Ursprungsbedeutung“, die im Sportbereich verankert ist (z. B. „Auf Trab bringen“ = „die Gangart des Pferdes erhöhen“), einem „Vergleichspunkt“ (z. B. dem Faktor „Beschleunigung“) und einer aus ihm erwachsenden „sinngerechten Übertragung“ in einen anderen Zusammenhang, den er verbildlicht (z. B. „eine müde Amtsperson zu einer engagierteren Arbeit veranlassen“). Der Bildvergleich muss sachlich-fachlich stimmig sein.
Eine Metapher präsentiert sich nach Paul Ricœur formal zudem als sogenannter „implizierter Vergleich“, d. h. als Vergleich ohne die Verwendung eines verbindenden „Wie“ oder „Als“.

## Formen

### Abstrakta
Die Provenienz von Metaphern aus dem Sportbereich verliert sich im Bewusstsein des normalen Sprachbürgers allmählich mit dem Alter der Übernahme und dem Grad der Abstraktheit. Manche Sportmetaphern sind bereits so „selbstverständlich“  in die Standardsprache integriert, dass sie als solche kaum mehr erkennbar sind:
Sportmetaphern wie „Konkurrenz“, „Problem“, „Gewandtheit“, „Überlegenheit“, „Ansporn“, „Errungenschaft“, „Betroffenheit“, „Schlagkraft“, „Mitläufer“ oder „Vorläufer“ werden in aller Regel nur noch von Sprachexperten als ehemalige Anleihen aus dem sportlichen Wortschatz wahrgenommen.

### Umdeutungen
Manche Sportmetaphern lassen zwar noch ihre Herkunft erkennen, erfahren aber mit der Bildübernahme eine Umwertung:

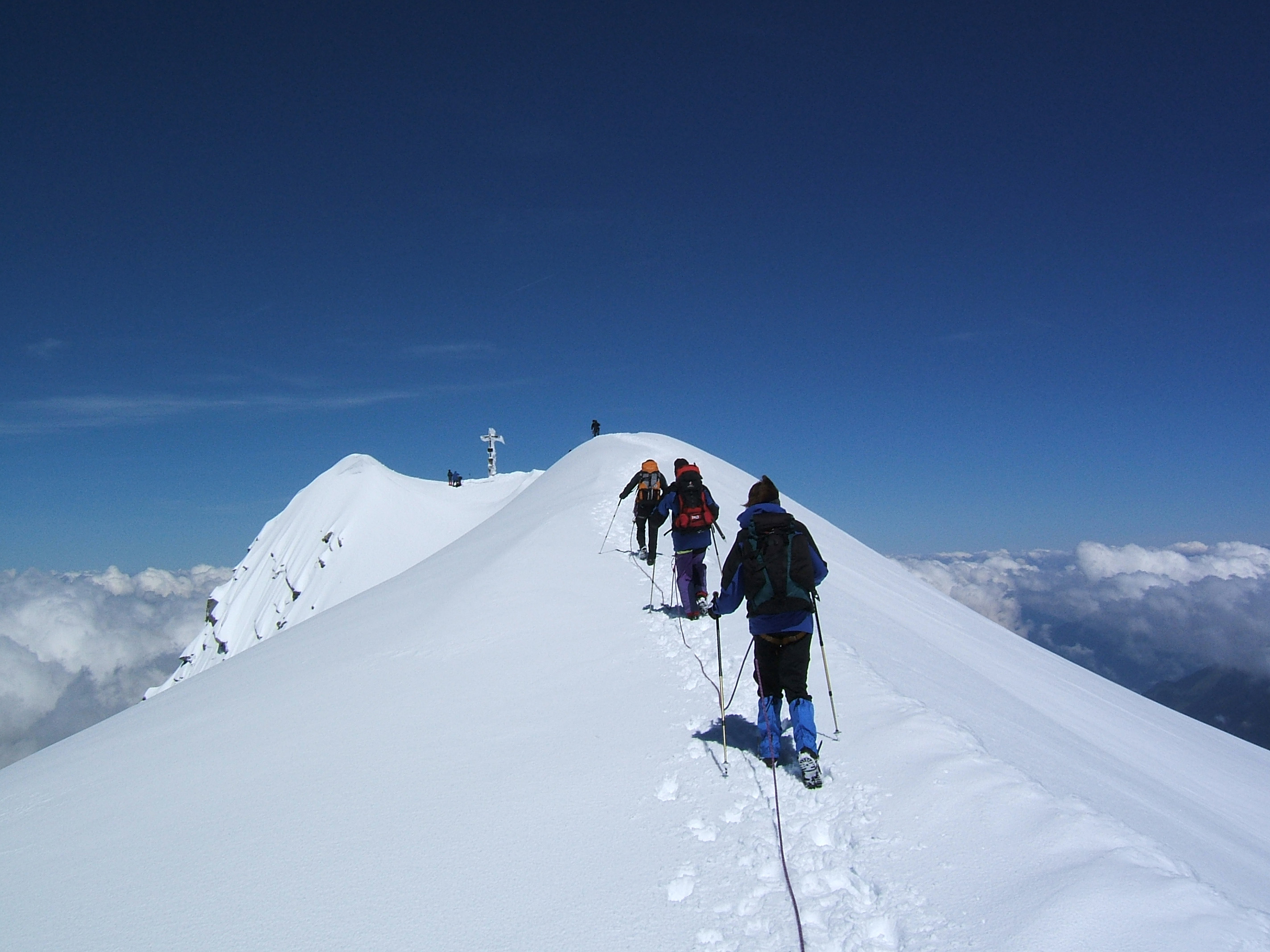
Seilschaft am Großvenediger

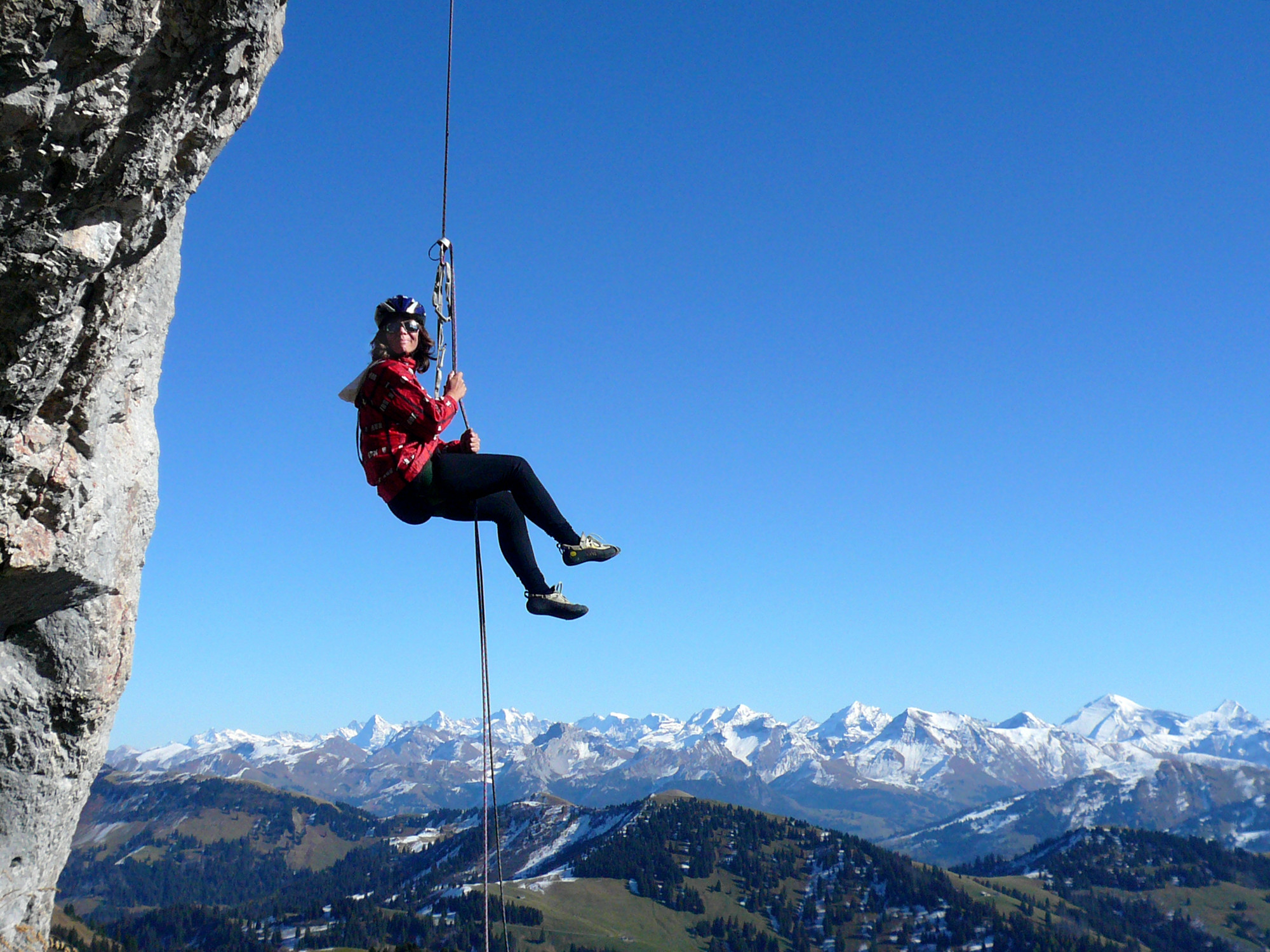
Sich abseilen

So liefert die „Seilschaft am Berg“  das Ausgangsbild für eine „Seilschaft in der Politik“, allerdings in einer Umwertung: Der Begriff Seilschaft aus dem Bergsport kennzeichnet in seiner Ursprungsbedeutung eine Gruppe von Bergsteigern, die eine Gefahrengemeinschaft bilden und sich gegen einen möglichen Absturz durch einen Seilverbund sichern. Im übertragenen Sinne nimmt das ursprünglich positiv beinhaltete Sprachbild jedoch eine abwertende Bedeutung an im Sinne eines Karrierenetzwerks, das sich in Abschottung von anderen gegenseitig in der Karriere fördert oder nach dem Zusammenbruch eines politischen Systems die früheren Mitglieder protegiert.
Auch die in der Ursprungsbedeutung neutrale sportliche Tätigkeit „Sich abseilen“ erhält mit der Bildübertragung eine negative Tönung im Sinne von „Sich davon machen“, „Sich einer brenzligen Situation heimlich entziehen“.

### Umwandlungen
Sportmetaphern können ihr Bildmaterial auch aus anderen Lebensbereichen beziehen. Dieses erfährt im Sportgeschehen dann eine Umdeutung, um mit der neuen Bedeutung in die Standardsprache einzugehen: So veränderte sich die ursprünglich aus dem Maurerhandwerk stammende Tätigkeit, eine Mauer zu errichten im Fußballsport zu der verbildlichten Redewendung „eine (menschliche) Mauer bilden“ und wurde dann zu der Metapher „mauern“ im Sinne von „eine Entscheidung blockieren“. Ausdrücke wie „hochtrabende Worte“ für eine gestelzte Redeweise oder „Sich vergaloppieren“ für eine Fehlentscheidung oder Fehlhandlung stellen sprachschöpferische Umwandlungen dar, die im Sport ihren Ursprung haben, in dieser Sprachgestalt aber nie in Gebrauch waren. Sie haben eine sprachliche Umwandlung mit eigener Vorstellungskraft entwickelt und werden kaum noch mit dem Sport assoziiert.
In einem noch weiteren Begriffsverständnis wird in der Literatur auch eine ganze Sportart wie das Bergsteigen mit ihrer Aufwärtsorientierung zum Bildgeber und zur „Metapher eines sinnstrebenden Lebens“:   „Was die Erfahrung des Bergsteigens zu einer Metapher des Lebens überhaupt werden lässt und sogar noch zum Sinnbild für die Suche nach dem ewigen Seelenheil, ist die Verbindung der kulturell positiv besetzten Vorstellung der Höhe mit der Abforderung einer körperlichen Leistung.“

## Stilistische Merkmale

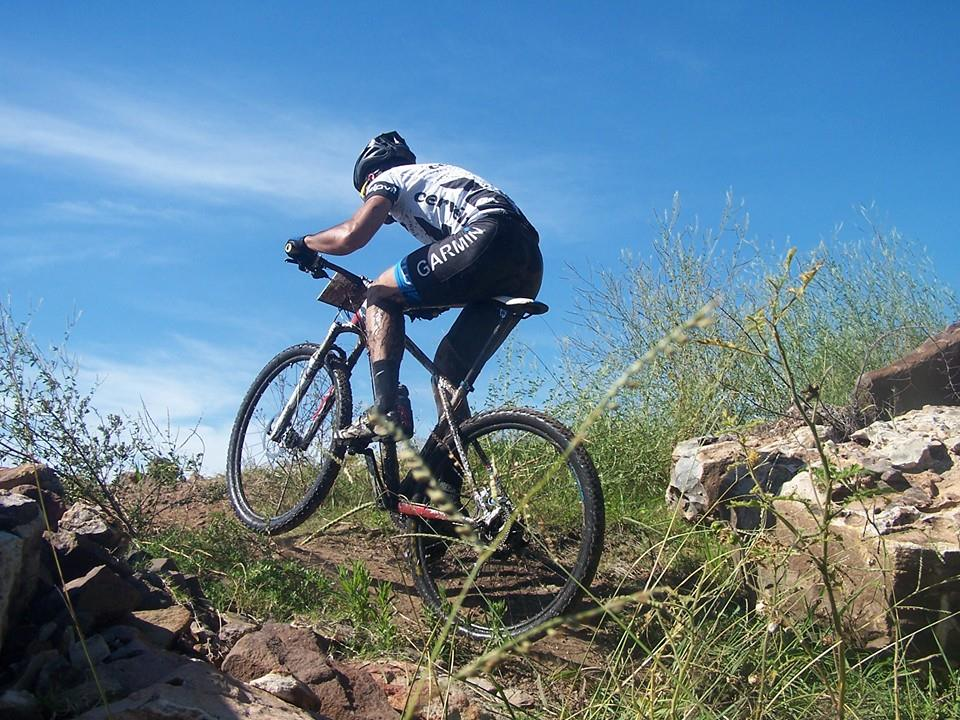
Ausgangsbild der Metapher des „Radfahrers“ als „Karrierestreber“

Die Sportmetapher ermöglicht sehr subtile Sprachunterscheidungen. So macht es stilistisch wie inhaltlich einen Unterschied, ob jemand ein Anliegen (eleganter) „durchficht“ oder (grober) „durchboxt“. „Sich verrennen“ hat eine andere Bedeutung als „Sich vergaloppieren“.
Metaphern aus dem Sport können zudem auch einen witzig-ironischen Beiklang erhalten wie „Die Kinderstube im Galopp durchqueren“ oder „Ein Radfahrer sein“, d. h. ein Mensch, der in seiner Firma nach oben buckelt und nach unten tritt.

## Beispiele
Die deutsche Sprache weist ein äußerst umfangreiches Arsenal an Sportmetaphern auf. Die nachfolgenden Beispiele sind den Publikationen von Werner Haubrich, Siegbert Warwitz, Paul Ricœur und Stefan Gottschling entnommen:
- Allgemeiner Sport: „Training“, „Fairness“, „Muskelspiele“, „Wettkampf/Architekturwettbewerb“, „Sich disqualifizieren“, „Etwas sportlich nehmen“
- Bergsport: „Eine Seilschaft bilden“, „Aufstieg“, „Sich abseilen“
- Boxsport: „Die Boxhandschuhe anziehen“, „Sich in einen Fight einlassen“, „Schlagkraft“, „Punkten“, „Eine Sache durchboxen“, „Zum Punchingball werden“, „Stark im Nehmen sein“, „Einen Tiefschlag kassieren“,  „Angeschlagen sein“,  „In die Seile gehen“, „Zu Boden gehen“, „Ausgezählt werden“, „K.o. gehen“
- Fechtsport: „Eine Parade machen“, „Eine Finte anlegen“, „Sich eine Blöße geben“, „Etwas durchfechten oder ausfechten“
- Flugsport: „Flügel kriegen“,  „Abheben“, „Ein Überflieger sein“, „eine harte Landung hinlegen“
- Fußball: „Jemanden auflaufen lassen“, „Kontern“, „Ins Abseits stellen“
- Gerätturnen: „Hilfestellung geben“, „Einen Salto mortale hinlegen“, „Sich überschlagen“, „Klimmzüge machen“, „Kopfstände machen“, „Aufschaukeln“, „Ausbalancieren“,  „Tauziehen um Gehälter“, „Einen Purzelbaum schlagen“
- Leichtathletik: „Startschuss in die neue Saison“, „Eine Startblockade erleben“, „Den Start versitzen“, „Einen großen Wurf hinlegen“, „Einen Zwischenspurt einlegen“,  „Jemanden überrunden“, „In die Zielgerade einbiegen“, „Zum Endspurt ansetzen“, „Über die Ziellinie gehen“, „Das Treppchen ersteigen“, „Jemandem Konkurrenz machen“, „Einen Vorläufer haben“, „Mehrere Anläufe nehmen“, „Mitbewerber auf die Plätze verweisen“
- Radsport: „Radfahrer“, „In die Pedale treten“
- Reitsport: „Fest im Sattel sitzen“, „Sämtliche Hürden nehmen“, „Die Sporen geben“, „An die Kandare nehmen“, „An die Bande drücken“, „Die Zügel straffen“, „Die Zügel locker lassen“, „In die Zügel greifen“, „An die Longe nehmen“, „Kapriolen schlagen“, „Eine Nasenlänge voraus sein“, „Ein Handicap hinnehmen“, „Favorit sein“, „Sich vergaloppieren“, „Auf Trab kommen“, „Eine Problem aussitzen“
- Ringsport: „Errungenschaft“, „Sich durchringen“, „Einen Sieg erringen“, „Um einen Kompromiss ringen“, „Überlegen sein“, „Unterliegen“, „Jemanden auf die Matte legen“, „Sich unterkriegen lassen“
- Schwimmsport: „Ins Schwimmen geraten“, „Schwimmen“, „Sich über Wasser halten“,  „Gegen den oder mit dem Strom schwimmen“, „In den Strudel geraten“, „Verschwommene Sicht“, „Eine Wende einleiten“, „Abtauchen“, „Untertauchen“, „Auftauchen“, „Sprungbrett für die Karriere“, „Startsprung ins Leben“, „Sich frei schwimmen“
- Schießsport: „Den Bogen überspannen“, „Zielscheibe des Spotts“, „Ins Schwarze treffen“, „Treffsicher“, „Übertreffen“, „Volltreffer“, „Betroffenheit“
- Spiel: „Heimspiel“, „Sich den Ball zuspielen“, „Am Ball bleiben“, „Spielverderber sein“, „Spielregeln einhalten“, „Überspielt werden“, „Eine Schwäche überspielen“, „Sich aufspielen“, „Die rote Karte kriegen“, „Teamgeist beweisen“

## Bewertung
Der Beitrag des Sports zur Umgangssprache ist seit den ersten Analysen von Werner Haubrich  mehrfach sprachwissenschaftlich untersucht worden. Siegbert Warwitz setzt den Vorwürfen der „Versportung“ und „Verflachung“ der Sprache durch Sportmetaphern die Argumente der „Dynamisierung“, der „Verbildlichung“, der „Regenerierung“, der „Verjüngung“ der andernfalls starr und abstrakt werdenden und damit alternden Standardsprache entgegen. Paul Ricœur misst der Metapher allgemein die Funktion einer „Erneuerung“ und „Verlebendigung der Sprache“ zu.

## Einzelbelege
1. ↑  Friedrich Kluge: Stichwort: Metapher, In: Etymologisches Wörterbuch der deutschen Sprache. Bearbeitet von Elmar Seebold. 24., durchgesehene und erweiterte Auflage. de Gruyter, Berlin, New York 2002, Seite 615
2. ↑  Franz G. Sieveke: Aristoteles, Rhetorik, Fink, München 1980, S. 176
3. 1 2  Siegbert A. Warwitz: Sport im Spiegel der Sprache – eine Metaphernanalyse. Pädagogisch Prüfungsarbeit. Studienseminar Tübingen 1967.
4. 1 2 3  Paul Ricœur: Die lebendige Metapher, München 1986
5. ↑  Wirtschaftselite: Wer hat die beste Seilschaft – Artikel aus Manager Magazin vom 8. April 2011
6. ↑  Siegbert A. Warwitz: Klettern – der Drang in die Höhe. In: Ders.: Sinnsuche im Wagnis. Leben in wachsenden Ringen. 2., erw.  Auflage, Verlag Schneider, Baltmannsweiler 2016, ISBN 978-3-8340-1620-1,  S. 71–76
7. ↑  Christof Hamann, Alexander Honold: Kilimandscharo. Die deutsche Geschichte eines afrikanischen Berges. Klaus Wagenbach Verlag, Berlin 2011, Seite 20
8. 1 2  Werner Haubrich: Die Bildsprache des Sports im Deutsch der Gegenwart. Schorndorf 1965
9. ↑  Siegbert A. Warwitz: Das Metaphernlexikon. In: Ders.: Interdisziplinäre Sporterziehung. Didaktische Perspektiven und Modellbeispiele fachübergreifenden Unterrichts, Verlag Karl Hofmann, Schorndorf 1974, S. 69–81
10. ↑  Stefan Gottschling: Lexikon der Wortwelten. SGV-Verlag, Augsburg 2008
11. ↑  Siegbert A. Warwitz: Wesen und Leistung der Metapher, In: Ders.: Interdisziplinäre Sporterziehung. Didaktische Perspektiven und Modellbeispiele fachübergreifenden Unterrichts, Verlag Karl Hofmann, Schorndorf 1974, S. 71–73